# Biatlo nos Jogos Olímpicos de Inverno de 2014 - Revezamento masculino
O revezamento masculino do biatlo nos Jogos Olímpicos de Inverno de 2014 foi disputado no Centro de Esqui Cross-Country e Biatlo Laura, na Clareira Vermelha, em 22 de fevereiro de 2014.

## Medalhistas
|  | RUS Rússia                                                   |  | GER Alemanha                                       |  | AUT Áustria                                                        |
|  | Alexey Volkov Evgeny Ustyugov Dmitry Malyshko Anton Shipulin |  | Erik Lesser Daniel Böhm Arnd Peiffer Simon Schempp |  | Christoph Sumann Daniel Mesotitsch Simon Eder Dominik Landertinger |

## Resultados
| Pos.              | Bib | País                                                                                | Tempo                                     | Penalidades (P+S)                       | Diferença |
| ----------------- | --- | ----------------------------------------------------------------------------------- | ----------------------------------------- | --------------------------------------- | --------- |
| Medalha de ouro   | 4   | RUS Rússia Alexey Volkov Evgeny Ustyugov Dmitry Malyshko Anton Shipulin             | 1:12:15.9 17:19.5 18:15.9 18:04.8 18:35.7 | 0+4 0+4 0+1 0+1 0+1 0+2 0+0 0+1 0+2 0+0 | —         |
| Medalha de prata  | 1   | GER Alemanha Erik Lesser Daniel Böhm Arnd Peiffer Simon Schempp                     | 1:12:19.4 17:13.7 18:17.4 17:54.5 18:53.8 | 0+1 0+1 0+0 0+0 0+0 0+1 0+0 0+0 0+1 0+0 | +3.5      |
| Medalha de bronze | 3   | AUT Áustria Christoph Sumann Daniel Mesotitsch Simon Eder Dominik Landertinger      | 1:12:45.7 17:26.7 18:11.4 18:04.1 19:03.5 | 0+4 0+3 0+1 0+0 0+2 0+0 0+0 0+2 0+1 0+1 | +29.8     |
| 4                 | 5   | NOR Noruega Tarjei Bø Johannes Thingnes Bø Ole Einar Bjørndalen Emil Hegle Svendsen | 1:13:10.3 17:03.4 18:07.6 18:12.6 19:46.7 | 0+2 1+3 0+0 0+0 0+1 0+0 0+0 0+0 0+1 1+3 | +54.4     |
| 5                 | 16  | ITA Itália Christian De Lorenzi Dominik Windisch Markus Windisch Lukas Hofer        | 1:13:15.5 17:36.0 18:01.4 18:54.2 18:43.9 | 0+4 0+7 0+0 0+2 0+2 0+1 0+2 0+2 0+0 0+2 | +59.6     |
| 6                 | 9   | SLO Eslovênia Peter Dokl Jakov Fak Klemen Bauer Janez Marič                         | 1:13:43.1 18:04.4 17:33.3 18:03.9 20:01.5 | 0+1 0+4 0+0 0+0 0+1 0+1 0+0 0+3         | +1:27.2   |
| 7                 | 12  | CAN Canadá Jean-Philippe Leguellec Scott Perras Brendan Green Nathan Smith          | 1:13:46.2 17:47.2 18:04.3 18:24.4 19:30.3 | 0+4 1+6 0+0 1+3 0+1 0+0 0+1 0+1 0+2 0+2 | +1:30.3   |
| 8                 | 6   | FRA França Alexis Bœuf Jean-Guillaume Béatrix Simon Desthieux Martin Fourcade       | 1:13:46.4 17:35.4 18:13.0 18:42.9 19:15.1 | 0+3 0+4 0+0 0+0 0+1 0+2 0+0 0+2 0+2 0+0 | +1:30.5   |
| 9                 | 10  | UKR Ucrânia Dmytro Pidruchnyi Andriy Deryzemlya Artem Pryma Serhiy Semenov          | 1:14:21.1 17:35.4 18:17.4 18:59.9 19:28.4 | 0+6 0+1 0+2 0+0 0+2 0+1 0+1 0+0         | +2:05.2   |
| 10                | 2   | SWE Suécia Tobias Arwidson Björn Ferry Fredrik Lindström Carl Johan Bergman         | 1:14:32.0 18:02.6 18:18.2 18:52.9 19:18.3 | 0+4 0+1 0+0 0+0 0+3 0+0 0+1 0+1         | +2:16.1   |
| 11                | 7   | CZE República Checa Michal Krčmář Jaroslav Soukup Tomáš Krupčík Ondřej Moravec      | 1:15:11.9 17:37.1 18:14.8 19:54.3 19:25.7 | 0+3 0+2 0+0 0+0 0+1 0+1 0+2 0+1 0+0 0+0 | +2:56.0   |
| 12                | 11  | SVK Eslováquia Pavol Hurajt Tomas Hasilla Miroslav Matiaško Matej Kazár             | 1:15:23.8 17:33.4 18:37.8 19:21.0 19:51.6 | 0+3 1+6 0+0 0+0 0+0 0+2 0+1 0+1 0+2 1+3 | +3:07.9   |
| 13                | 17  | BLR Bielorrússia Sergey Novikov Vladimir Chepelin Yuryi Liadov Evgeny Abramenko     | 1:16:02.3 18:21.3 18:52.2 19:01.8 19:47.0 | 0+1 0+4 0+0 0+1 0+1 0+0 0+0 0+1 0+0 0+2 | +3:46.4   |
| 14                | 8   | SUI Suíça Claudio Böckli Ivan Joller Serafin Wiestner Benjamin Weger                | 1:16:15.8 18:28.3 19:11.6 18:50.0 19:45.9 | 0+3 0+7 0+0 0+3 0+3 0+0 0+1 0+1         | +3:59.9   |
| 15                | 13  | BUL Bulgária Michail Kletcherov Ivan Zlatev Vladimir Iliev Krasimir Anev            | 1:17:38.4 18:25.9 20:40.4 19:14.9 19:17.2 | 0+3 2+5 0+0 0+1 0+1 2+3 0+2 0+1 0+0 0+0 | +5:22.5   |
| 16                | 18  | USA Estados Unidos Lowell Bailey Russell Currier Sean Doherty Leif Nordgren         | 1:17:39.1 17:20.7 20:11.3 19:37.3 20:29.8 | 3+8 0+4 0+0 0+0 3+3 0+2 0+3 0+0 0+2 0+2 | +5:23.2   |
| 17                | 14  | EST Estônia Daniil Steptšenko Kalev Ermits Kauri Kõiv Roland Lessing                | LAP 18:05.5 20:08.4 19:31.2 LAP           | 2+7 1+5 0+1 0+0 0+0 1+3 1+3 0+0 1+3 0+2 | —         |
| 18                | 15  | KAZ Cazaquistão Anton Pantov Sergey Naumik Alexandr Trifonov Dias Keneshev          | LAP 18:13.3 19:18.0 20:02.4 LAP           | 0+4 0+6 0+0 0+3 0+3 0+1 0+0 0+0 0+1 0+2 | —         |
| 19                | 19  | POL Polônia Krzysztof Pływaczyk Łukasz Szczurek Łukasz Słonina Rafał Lepel          | LAP 17:53.7 21:29.1 20:57.5 LAP           | 1+7 1+5 0+0 0+0 1+3 1+3 0+2 0+0 0+2 0+2 | —         |

Legenda
| Recorde mundial      | Recorde mundial (World record)               |                       | Recorde africano                      | Recorde africano (African) |                                           | Q | Classificado por posição (Qualified) |
| Recorde olímpico     | Recorde olímpico (Olympic record)            | Recorde da América    | Recorde da América (Americas)         | q                          | Classificado por melhor tempo (Qualified) |   |                                      |
| Melhor marca do ano  | Melhor marca do ano (World leading)          | Recorde asiático      | Recorde asiático (Asian)              | DNS                        | Não largou (Did not start)                |   |                                      |
| Recorde nacional     | Recorde nacional (National record)           | Recorde europeu       | Recorde europeu (European)            | DNF                        | Não terminou (Did not finish)             |   |                                      |
| Recorde pessoal      | Recorde pessoal do atleta (Personal best)    | Recorde da Oceania    | Recorde da Oceania (Oceania)          | DSQ / DQ                   | Desclassificado (Disqualified)            |   |                                      |
| Recorde da temporada | Recorde da temporada do atleta (Season best) | Recorde sul-americano | Recorde sul-americano (South America) | NM                         | Sem marca (No mark)                       |   |                                      |